# 伊集院峰弘
伊集院 峰弘（いじゅういん たかひろ、1988年6月4日 - ）は、日本の元プロ野球選手（内野手）。右投右打。

## 経歴
大竜小1年の時、ソフトボールを始める。長田中では「吉野バッファロー」で硬式野球を始め、中3のとき4番捕手として全国大会に出場した。
鹿児島実業高では、1年でレギュラーの座をつかみ、6番三塁手として2004年の夏の甲子園出場。1年の秋から捕手を務めた。2006年夏は鹿児島県大会3回戦で敗退したが、高校通算31本塁打を記録した。
同年の高校生ドラフト4巡目で読売ジャイアンツから指名を受け入団。背番号は96。
高校通算31本塁打の打撃を期待されて入団したものの、1年目の2007年は2軍で打率1割台、長打なしと活躍できなかった。しかし、フューチャーズでは第2捕手として6試合に出場し、打率.412、本塁打1と活躍を見せた。
2009年11月12日、来季から育成選手として契約することが発表された。内野手に転向することが決まり、11月上旬の秋季練習から主に二塁の練習に取り組んだ。
2010年は、主にフューチャーズやシリウスで試合に出場し、長打力のあるバッティングで活躍した。二塁守備の練習をしているといわれていたが、三塁と一塁を守っており、二塁手としての出場はない。10月に行われたフェニックスリーグではチーム最多の3本塁打を記録した。同年10月29日、自由契約選手公示がなされたが、11月10日に育成選手として再契約した。その時の背番号は007で、日本プロ野球史上でこの番号を付けたのは、伊集院が初めてだった。
2012年10月2日、球団から来季の契約を結ばないことが発表された。2013年よりジャイアンツアカデミー講師を務め、2014年から2018年までブルペン捕手、2019年からは三軍マネージャー、2022年から二軍マネジャーを務めている。

## 詳細情報

### 年度別打撃成績
- 一軍公式戦出場なし

### 背番号
- 96 （2007年 - 2009年）
- 114 （2010年）
- 007 （2011年 - 2012年）
- 216 （2014年 - 2018年）